# Вулиця Котляревського (Львів)
Ву́лиця Котляре́вського — вулиця у Франківському районі міста Львова, в місцевості Новий Світ (На Байках). Прямує від вулиці Кольберга на південний захід до вулиці Горбачевського. Утворює перехрестя з вулицями Нечуя-Левицького, Богуна. Прилучаються вулиці Івана Левинського, Юліана Захарієвича та Метрологічна. 

## Назва
- На Віллах — до 1895 року.
- Набєляка — від 1895 року, на честь Людвіка Набєляка, польського поета, політичного діяча, що активно відстоював слов'янство в його протистоянні германізації. Учасник листопадового повстання 1831 року.
- Шиллерґассе — від травня 1942 року, на честь Фрідріха Шиллера, німецького поета, філософа, теоретика мистецтва та драматурга.
- Набєляка — повернено довоєнну назву в липні 1944 року.
- Котляревського — назва з 1946 року, на честь Івана Котляревського, українського письменника, поета, драматурга, засновника нової української літератури[9].

## Забудова
В архітектурному ансамблі вулиці Котляревського переважають віденська сецесія, історизм, модерн та функціоналізм. Більшість будинків внесено до Реєстру пам'яток архітектури місцевого значення м. Львова.

### №1—20
№ 1 — вілла Брикчинського, збудована у 1893 році за проєктом Альфреда Каменобродського (1892) на замовлення Станіслава Брикчинського. Виконана у стилі історизму з використанням елементів неоренесансу. Складна у плані з ризалітними виступами. Композиція головного фасаду асиметрична. Завершується декоративним фронтоном плавного абрису із спареними вікнами. На рівні другого поверху на південно-західному фасаді розташований балкон із кованою огорожею. Вхідний портал оздоблено фігурним сандриком. Верх стін декоровано профільованим карнизом із дентикулами та іонічним пояском. Кути будинку на рівні першого поверху оздоблено рустом. Будинок внесений до Реєстру пам'яток архітектури місцевого значення під охоронним № 595-м. Нині тут розташовується лабораторія НУ «Львівська політехніка».
№ 4 — вілла Павла Світальського, збудована у 1890—1891 роках за проєктом Юліана Захаревича та Івана Левинського. Початково була одноповерховою, а другий поверх добудували у другій половині XX століття. Будинок внесений до Реєстру пам'яток архітектури місцевого значення під охоронним № 108-м.
№ 5 — в будинку у 1927 році містилася редакція часопису «Вікна» — друкованого органу літературного об'єднання західноукраїнських письменників «Горно».
№ 8 — кам'яниця, споруджена у 1909—1910 роках за проєктом будівничого Кароля Турковського. У 1910-х роках в будинку мешкали асистенти Львівської політехніки Генрик Грибовськийі Вацлав Мінкевич, віце-директор сільськогосподарського банку Генрик Малецький, архітектор Євстахій Недзельський. Будинок внесений до Реєстру пам'яток архітектури місцевого значення під охоронним № 109-м. 
№ 10, 12 — триповерхові кам'яниці виконані у стилі модерн з використанням трансформованих мотивів класицизму. Збудовані у 1912—1914 роках за проєктом Івана Багенського спільно з Войцехом Дембінським. В будинку № 10 до 1916 року мешкав польський інженер залізниці, віце-президент Львова Кароль Едвард Еплер (1852—1916), а також професори Львівської політехніки Альфред Денізот та Вацлав Суховяк (до 1915 року), архітектор Тадеуш Сродинський.
№ 13 — на початку XX століття власницею будинку (колишня адреса — Набєляка, 11-А) була Марія Стрижовська. У 1908—1914 та 1918—1944 роках в будинку мешкав польський живописець, графік Фелікс Вигживальський.
№ 15 — чотириповерхова житлова кам’яниця на розі з вулицею Богуна, споруджена у 1912–1913 роках будівельно-проєктним бюро Іґнатія Кендзерського та Адама Опольського в стилі модернізованого неокласицизму на замовлення Мєчислава Паппе. Будинок виділяється виразним силуетом даху (зокрема високою наріжною конструкцією у формі шолома) та трапецієподібним фронтоном. Будинок внесений до Реєстру пам'яток архітектури місцевого значення під охоронним № 933-м.
У 2018 році дерев'яну вхідну браму будинку відреставрували, в межах програми співфінансування реставрації історичних дверей і брам між Львівською міською радою та мешканцями. Роботи проводив столяр-реставратор Андрій Пулик.
№ 16 — сецесійний будинок, зведений 1905 року за проєктом Якуба Рисяка. В будинку мешкав польський поет, драматург, прозаїк і журналіст Станіслав Россовський.
№ 17, 19 — житлові будинки, зведені 1910 року за проєктами Юзефа Горнунга. Перший — на замовлення Антонія Якубського, другий — для родини Леонарда та Юлії Кваків. В будинку № 17 у 1910-х роках мешкав старший радник міської скарбниці, кавалер ордену Франца Йосифа Юліуш Драк. В будинку № 19 у міжвоєнний період мешкав професор, викладач сьомої львівської гімназії Антоній Ломницький — польський математик, один із засновників Львівської математичної школи. Будинки внесені до Реєстру пам'яток архітектури місцевого значення під охоронними № 1267-м та № 1268-м відповідно.
№ 20 — житловий будинок, зведений 1902 року за проєктом Владислава Ґодовського. Тут у 1912—1913 роках перебував Юзеф Пілсудський, а також діяв секретаріат Стрілецького союзу. У 1910-х роках в будинку мешкали художник Юзеф Бліхарський, колишній власник будинку Броніслав Девіч, професор гімназії Станіслав Пілх, надвірний радник Віктор Тустановський (гербу Сас)

### №21—40
№ 21 — житловий будинок, зведений 1909 року за проєктом Івана Левинського. У молоді роки тут мешкав музикант і письменник Єжи Брошкевич. У 1910-х роках в будинку мешкав власник школи декламації та теорії драматичного мистецтва Чеслав Крижановський. Будинок внесений до Реєстру пам'яток архітектури місцевого значення під № 1269-м.
№ 22, 24 — триповерхові чиншові кам'яниці «Під павою», споруджені у 1897—1898 роках за проєктом архітектора та будівничого Кароля Боубліка у стилі пізнього історизму (необароко) на замовлення Генрика та Міхаліни Мюллерів. На початку XX століття будинок під № 22 винайняла Львівська політехнічна школа (нині — Національний університет «Львівська політехніка»). На першому поверсі містилася кафедра загальної ботаніки та фізіології рослин Політехнічної школи, яка займала чотири кімнати загальною площею близько 100 м². Не маючи власної кімнати для вправ, кафедрою використовувалася кімната Зоологічного інституту, що розташовувалася на першому поверсі того ж будинку. Лекції проводилися у лекційній залі на другому поверсі будинку. Кафедра діяла до 1939 року. Нині одне з приміщень першого поверху цього будинку займає кав'ярня «Альтернативна кава». Будинки внесені до Реєстру пам'яток архітектури місцевого значення під охоронними № 596-м та № 110-м відповідно. 
№ 23 — чотириповерхова кам'яниця, споруджена у 1910—1911 роках за проєктом архітектора, ймовірно Олександра Лушпинського, розробленим у архітектурно-будівельному бюро Івана Левинського на замовлення власника земельної ділянки Чеслава Янковського. У 2022 році будинок внесено до переліку щойно виявлених об'єктів культурної спадщини Львівської області, а 1 березня 2024 року — до Державного реєстру нерухомих пам'яток України під охоронним № 7600-Лв.
№ 25 — будинок зведено у 1908—1909 роках за проєктом, виконаним бюро Івана Левинського. Фасад декоровано керамічними стрічковими вставками. Будинок внесений до Реєстру пам'яток архітектури місцевого значення під № 934-м.
№ 26, 26а — колишні приватні будинки родини Червінських, збудовані 1905—1906 роках за проєктом Якуба Рисяка у стилі декоративної сецесії. Будинки внесені до Реєстру пам'яток архітектури місцевого значення під охоронними № 111-м та № 597-м відповідно.
№ 27 — вілла Розвадовського, збудована у 1891—1892 роках за проєктом Юліана Захаревича та Івана Левинського, 1906 року її перебудували за проєктом архітектора Владислава Садловського. Вілла належала відомому польському художнику Зигмунту Розвадовському. У 1906—1912 роках тут ще містилася майстерня українського художника-графіка Антіна Пилиховського.
Від 1927 року й до початку другої світової війни тут містилося радянське консульство. 21 жовтня 1933 року молодий оунівець Микола Лемик спробував реалізувати атентат, метою якого було привернути увагу світової спільноти до подій Голодомору в Україні. 18-літній юнак мав, вдавши із себе громадянина, що хоче через навчання переїхати до Києва, застрелити радянського консула, 34-річного Михайла Голуба, а потому добровільно здатися польській поліції. Вбивство було скоєно, однак юнак застрелив не самого консула, а лише начальника канцелярії установи Олексія Майлова. Про це Лемик дізнався вже на суді. 22 жовтня 1993 року, до 60-ї річниці здійснення атентату, урочисто відкрита меморіальна таблиця, що встановлена напередодні на фасаді цього будинку. Будинок внесений до Реєстру пам'яток архітектури місцевого значення під охоронним № 598-м.
№ 28 — двоповерховий житловий будинок, споруджений у першій половині — середині 1900-х років. Розташований на ділянці, витягнутій углиб кварталу, з відступом від регуляційної лінії та має прямокутний у плані корпус із двома брандмауерами по боках, вписується в периметральну забудову вулиці. Перед чільним фасадом облаштовано квітник. У цьому будинку у близько 1913—1914 та 1915—1916 роках мешкав Казимир Бартель — польський математик і політик, педагог, професор архітектури Львівської політехніки, багаторазовий прем'єр-міністр Польщі.
№ 29 — вілла збудована за проєктом Юліана Захаревича та Івана Левинського у 1891—1892 роках в стилі пізнього історизму. Від 1913 року її власником був архітектор Ян Зубжицький. Будинок внесений до Реєстру пам'яток архітектури місцевого значення під охоронним № 1270-м.
№ 30 — двоповерховий житловий будинок. До 1916 року в будинку мешкав Францішек Роман Міхал Розвадовський (гербу Труби; 1848—1916), віце-президент кредитного товариства, посол до Галицького сейму VI, VII та VIII каденцій (1889—1907), кавалер командорського хреста ордену Франца Йосифа. Від 1998 року в будинку міститься офіс всеукраїнського єврейського благодійного фонду «Хесед-Ар'є», а також в будинку діє кімната-музей «Слідами галицьких євреїв».
№ 33 — вілла «Спокійна», спроєктована у 1891 році архітектором Яном Томашем Кудельським на замовлення власника земельної ділянки Францішека Стейфера. Будівля прямокутна у плані, з північно-східного боку розташований еркер, завершується наметовим дахом. Будинок внесений до Реєстру пам'яток архітектури місцевого значення під охоронним № 1271-м.
№ 37, 37а — чотириповерхові кам'яниці, споруджені у 1914—1916 роках за проєктом архітектора Івана Багенського та будівничого Войцеха Дембінського у стилі неокласицизму початку XX століття на замовлення Казимира Похвальського. Будинки внесені до Реєстру пам'яток архітектури місцевого значення під охоронними № 935-м та № 936-м відповідно.
№ 39 — вілла, збудована у 1891—1892 роках за проєктом Яна Томаша Кудельського. У міжвоєнний період тут мешкав український громадсько-політичний діяч, правник, адвокат, засновник УНДО Дмитро Левицький. Частину помешкання було надано під житло учням мистецької школи Олекси Новаківського. Неформальна назва вілли, яку їй дали учні — «Качиний діл», перетворилася на літературно-мистецький клуб, до якого зокрема належав Богдан-Ігор Антонич.
№ 40 — наріжна чотириповерхова кам'яниця, споруджена на розі вулиць Котляревського та Захарієвича у 1936—1937 роках за проєктом архітектора Фердинанда Касслера в стилі функціоналізму. Будинок внесений до Реєстру пам'яток архітектури місцевого значення під охоронним № 113-м. 
Від будинку № 40 відгалужується невеличка вулиця Юліана Захарієвича, що сполучає вулиці Котляревського та Генерала Чупринки, до якої приписаний лише один чотириповерховий будинок під № 2, а усю непарну частину займає територія КНП «5-а міська клінічна лікарня м. Львова» (вул. Генерала Чупринки, 45).

### №41—60
№ 41 — будинок, споруджений у 1897—1898 роках за проєктом, розробленим в бюро Івана Левинського для Яна та Катерини Дашеків. Фасади, викладені нетинькованою цеглою з майоліковими вставками, та високий дах — типові озаки стилю неоромантичної вілли доби пізнього історизму. У 1910-х роках в будинку мешкав доктор Станіслав Устяновський, надвірний радник, кавалер ордену Залізної Корони III класу. Будинок внесений до Реєстру пам'яток архітектури місцевого значення під охоронним № 1272-м.

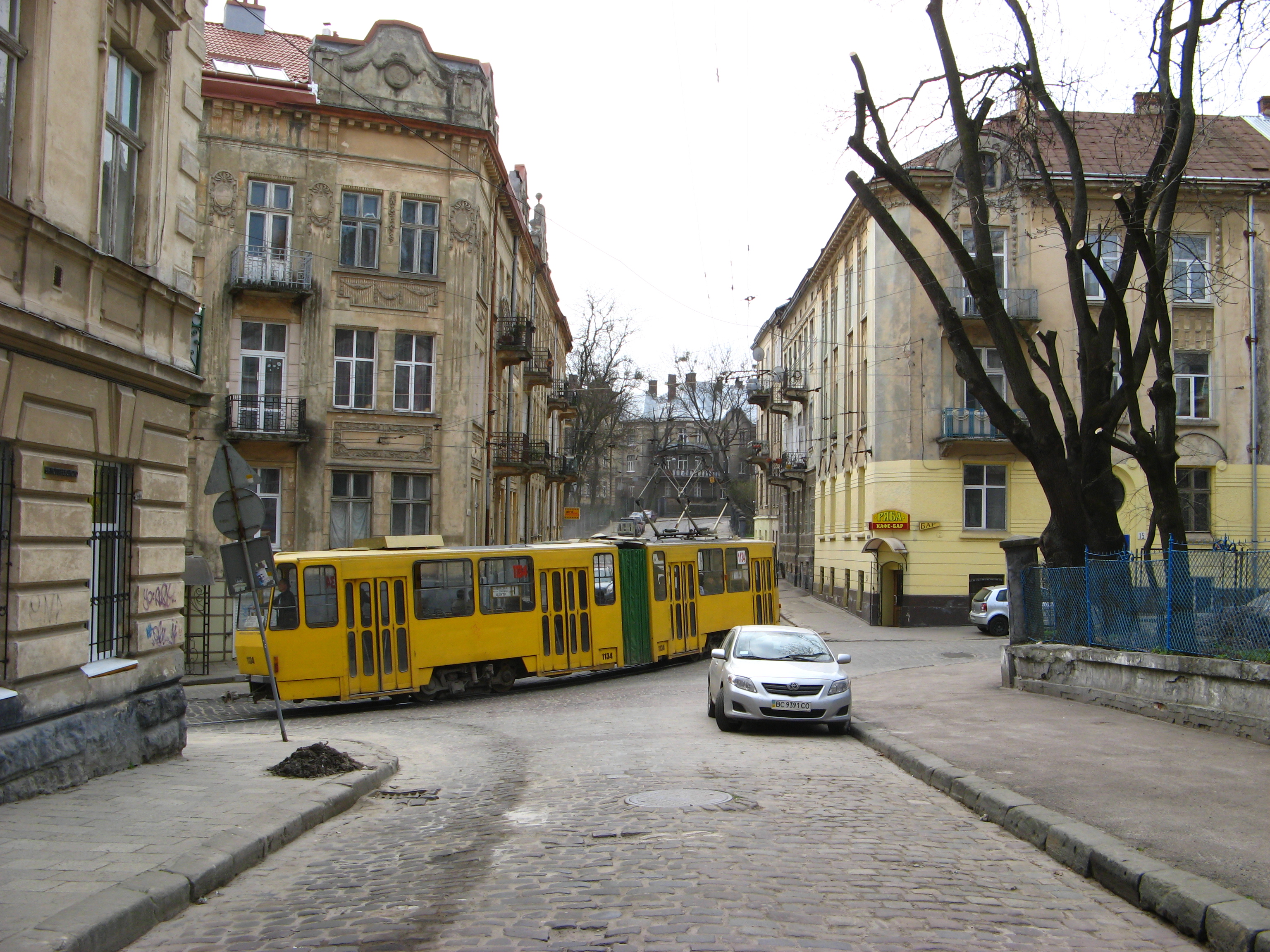
Північно-східна частина вулиці Котляревського

№ 42, 44 — триповерхові житлові будинки, споруджені у 1935—1936 роках за проєктом архітектора Зигмунта Шпербера в стилі функціоналізму з відступом від регуляційної лінії забудови, що дало можливість проєктування зеленої зони навколо будинку.
№ 45 — в будинку до 1927 року мешкав польський інженер-будівельник, педагог Кароль Махальський (1884—1966), один з засновників будівельної фірми «Спілка інженерів Махальський, Фельпель, Власич» (пол. «Zespół inżynierów Machalski, Völpel, Wlassics») у Львові.
№ 47 — вілла, збудована у 1903—1906 роках архітектурно-будівельним бюро Івана Левинського, за проєктом Альфреда Захаревича для Кароля Дзядоня Дзелінського. Симетрична у плані. Ззовні нагадує палац з вежею. Наступним власником вілли став інженер Еміль Братро, котрий наприкінці 1930-х років здійснив реконструкцію будинку за проєктом будівничого, інженера Кароля Янічека. По війні віллу пристосували під житловий багатоквартирний будинок. Вілла внесений до Реєстру пам'яток архітектури місцевого значення під охоронним № 116-м.
№ 49 — вілла «Людмила», збудована 1908 року фірмою Івана Левинського на замовлення подружжя Антонія та Людмили Бобріхів. Будинок належить до виразних зразків віллової забудови романтичного Львова періоду віденської сецесії. Тут у 1912—1916 роках мешкав професор Львівської Політехніки Юзеф Ріхтер. З приходом радянської влади будинок заселили новими мешканцями, а другий поверх зайняли військові. У 1950-х роках після виселення військових на другому поверсі влаштували комунальну квартиру.
№ 50 — п'ятиповерховий житловий будинок (інша адреса — вул. Горбачевського, 15), на першому поверсі якого (вхід з вул. Котляревського) працює центр врегулювання та виплат АТ «СК „Axa — Страхування“» у м. Львові. Після проведеного у 2018 році ребрендингу, назву страхової компанії СК «Axa — Страхування» було змінено на СК «ARX».
№ 53 — в будинку наприкінці 1940-х років містився трест Міськтоп. Нині в будинку міститься КНП «Львівська міська лікарня „Госпіс“». Будинок внесений до Реєстру пам'яток архітектури місцевого значення під охоронним № 1273-м. 
№ 55 — триповерхова кам'яниця, споруджена у 1928—1929 роках за проєктом архітектора Тадеуша Врубеля на замовлення житлового кооперативу працівників Львівської політехніки.

### №61—67
№ 63 — триповерховий житловий багатоквартирний будинок із цоколем, споруджений в стилі функціоналізму наприкінці 1930-х років. Будинок прикрашений типовими для стилю вікнами-ілюмінаторами та відділений від вулиці прифасадним квітником та огорожею. На фасаді з правого боку виступає еркер із вертикальною смугою вікна сходової клітки. Під еркером розміщено вхід, з правого краю — балкони.
№ 67 — кам'яниці (інша адреса — вул. Метрологічна, 3), збудовані у 1911 році за проєктом Івана Левинського, ймовірно, у співавторстві з Вітольдом Мінкевичем та Владиславом Дердацьким в стилі неокласицизму для відомого польського оперного співака, «всесвітнього баса» Адама Дідура, а на розі з сучасною вулицею Метрологічною розташована ротонда-альтанка, що має овальні віконця та високий шатровий дах. У 1920 році, в частині будинку, прилеглій до вул. Метрологічної було організовано українські відділи жіночої учительської семінарії імені Собінського. Директором навчального закладу був о. Юліян Дзерович, а викладали в семінарії отець-доктор Василь Лаба, професори таємного Українського Університету Микола Чубатий та Роман Цегельський. По війни — кам'яниця перетворена на житловий багатоквартирний будинок. Частину приміщень нині займають аудиторії та гуртожиток львівського мистецького коледжу імені Івана Труша. Будинок внесений до Реєстру пам'яток архітектури місцевого значення підохоронним  № 118-м.

## Транспорт
1929 року вулицею проклали нову трамвайну колію, якою від 1930 року почав курсувати трамвайний маршрут № 15, що сполучив Новий Світ з центром міста. До 2020 року цим маршрутом курсували трамвайні маршрути № 1 та № 9. Станом на березень 2024 року вулицею Котляревського курсують трамваї № 4, 9.